# Afghanistan Campaign Medal
Die Afghanistan Campaign Medal ist eine militärische Auszeichnung der US-Streitkräfte, die aufgrund einer Executive Order (13363) von George W. Bush am 28. Mai 2004 eingeführt wurde. Die Vergabe einer Iraq Campaign Medal wurde mit dem gleichen Erlass beschlossen. Das Design des Ordens stammt vom U.S. Army Institute of Heraldry. Die Auszeichnung wird seit Juni 2005 offiziell verliehen.
Die Auszeichnung wurde an US-Soldaten verliehen, die in Afghanistan und dessen Luftraum ihren Dienst leisten. Um diese Auszeichnung zu erlangen, muss ein Soldat mindestens 30 aufeinander folgende Tage oder insgesamt mindestens 60 Tage in dem vorgeschriebenen Gebiet seinen Dienst leisten. Die Vergabe des Ordens ist auf die Dauer der Operation Enduring Freedom begrenzt. Der Orden wurde rückwirkend zum 24. Oktober 2001 verliehen, so dass auch Soldaten die Afghanistan Campaign Medal erhielten, die vor dem 25. Juni in Afghanistan gedient hatten. Der Orden wurde für Einsätze bis zur Evakuierung der letzten Soldaten am 31. August 2021 verliehen.
Soldaten, die an der Operation Enduring Freedom teilnahmen und vor der festgeschriebenen Einsatzdauer von 30 Tagen verstarben oder verwundet wurden, bekamen den Orden ebenfalls verliehen. Dabei wurde kein Unterschied gemacht, ob der Soldat durch einen Unfall oder durch Feindeinwirkung zu Schaden oder zu Tode kam.
Es wurden sechs Kampagnenphasen unterschieden. Für jede Kampagnenphase bekamen Soldaten sogenannte Kampagne-Abzeichen (Service Stars). Soldaten der US-Armee, der US-Luftwaffe oder der US-Weltraumstreitkräfte, die bei der Kampagne an einer amphibischen Landung, einem Fallschirmsprung und einer Landung mit Hubschrauber teilnahmen, bekamen zusätzlich die Arrowhead device (eine Miniatur-Pfeilspitze aus Bronze). Soldaten der Marinen bekamen das Fleet Marine Force Combat Operation Insignia.